# Wetenschapsgeschiedenis van de geschiedschrijving
De studie van de geschiedenis van de geschiedschrijving in Nederland en België, wijst uit dat de geschiedschrijving of historiografie, van 1500 tot heden, daar een continue ontwikkeling doormaakte. De geschreven omgang met het verleden nam steeds nieuwe vormen aan: achtereenvolgens die van de kroniek, de erudiete verhandeling, pamflet, nationaal epos, historische monografie, tijdschriftartikel, essay. Daarmee beantwoordt de geschiedschrijving in iedere periode aan de noden van de tijd, en vindt zij steeds aansluiting bij de cultuurstroming die opgeld doet op het moment van schrijven: achtereenvolgens het feodalisme, humanisme, de verlichting, de romantiek, het positivisme, het modernisme en het postmodernisme.

## Het procedé van de geschiedschrijving, met zijn beperkingen
De interpretatie van de geschiedenis in de vorm van geschiedschrijving geschiedt op verschillende niveaus:
- interpretatie van een verleden werkelijkheid die als zodanig onachterhaalbaar is;
- de geschiedschrijver maakt gebruik van een overlevering, die a priori selectief is in welke feiten al dan niet vermeld werden
- de geschiedschrijver selecteert vanuit zijn eigen normatieve perspectief, en vanuit de historiografische traditie, met gebruikmaking van geijkte stijlfiguren en retorische wendingen;
- perceptie van de lezer, die afhankelijk is van diens achtergrond.

Uit deze opsomming kan worden geconcludeerd dat het verleden slechts op indirecte wijze gekend kan worden.

## Geschiedschrijving in opeenvolgende perioden
Jan Romein zag de geschiedschrijving als 'spiegel van de cultuur'. G.W. Kernkamp schreef dat geschiedschrijving 'het navelmerk van den tijd, die haar baarde' draagt.
In de middeleeuwen sluiten geschiedschrijving en periodisering aan bij het theocentrisch wereldbeeld. Het ingrijpen van God in de wereld, en berusting in een ieders lotsbestemming, spelen een centrale rol in het middeleeuwse denken.
In de 14e en 15e eeuw beginnen belangrijke veranderingen in de geschiedschrijving, eerst in Italië middels de renaissance, en door de groeiende secularisatie van het wereldbeeld, en het opkomen van de elementaire bronnenkritiek.
In de loop der eeuwen ontwikkelden zich verschillende genres in de geschiedschrijving. Deze genres zijn tot bepaalde perioden in de geschiedschrijving te herleiden, maar werden ook tegelijkertijd beoefend: historici als Pieter Geyl en Johan Huizinga maakten gebruik van diverse genres.
Het gaat in de geschiedschrijving steeds om de betrouwbaarheid van de gepresenteerde feiten, als voorwaarde voor het vinden van een historische waarheid. Hieruit vloeiden het gezag en de legitimatie van de geschiedschrijving voort. Een vertekend beeld kon soms lang gehandhaafd blijven en invloed hebben, wanneer een geschiedschrijver het gezag naar zich toegetrokken had of toegeschreven kreeg.
Het proces van waarheidsvinding speelt zich echter af in de tijd, tegen de achtergrond van steeds veranderende omstandigheden (Zie ook hermeneutiek). Geschiedschrijving is een product van de tijd en wordt als zodanig ook in geschiedkundige zin beschreven.
Bij de overgang naar een ander historiografisch genre is in Nederland en België steeds sprake geweest van buitenlandse invloed. Niet alle in het buitenland beoefende genres hebben echter in Nederland en België een stempel gedrukt op de geschiedschrijving. Bijvoorbeeld de universele geschiedschrijving speelde in de Zuidelijke Nederlanden geen rol van betekenis, terwijl het romantische geschiedverhaal in België meer betekenis had dan in Nederland.